# Midsund

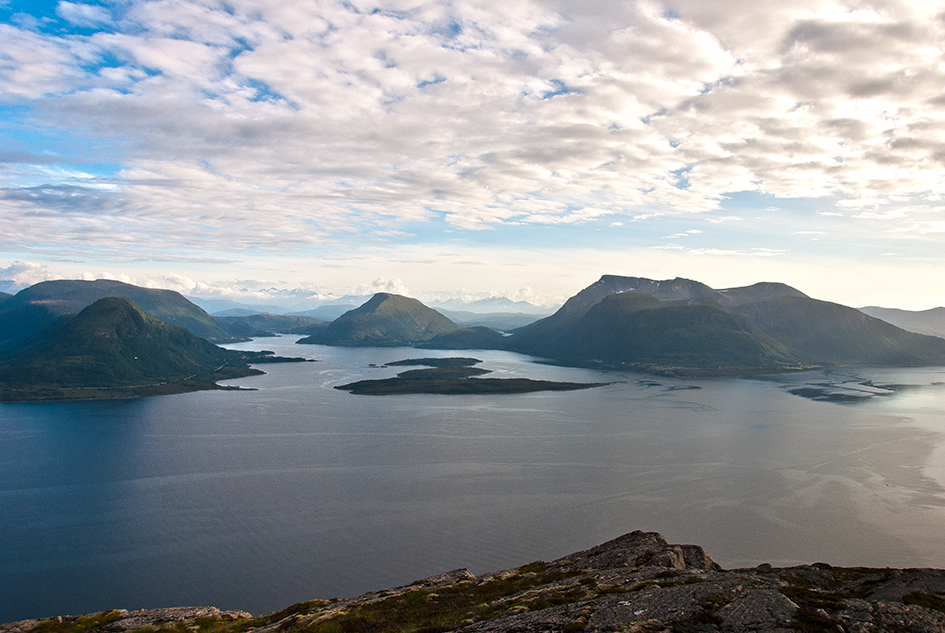
Insel Midøya, Berggipfel des Blokallen

Midsund ist ein Ort und eine ehemalige Kommune im mittelnorwegischen Fylke Møre og Romsdal. Im Zuge der Kommunalreform in Norwegen wurden Midsund und Nesset zum 1. Januar 2020 mit Molde, dem Verwaltungszentrum des Fylke, zusammengelegt.

## Geografie der ehemaligen Kommune

Wappen der Kommune Midsund

In der Kommune lebten 2019 Menschen (Stand: 1. Januar 2019) auf einer Fläche von rund 95 Quadratkilometern bei einer Bevölkerungsdichte von 21 Einwohnern pro Quadratkilometer. Der Verwaltungsort war Midsund. Weitere erwähnenswerte Orte waren Ugelvik und Tangen auf der Nordseite, Ramsvik auf der Südwestseite sowie Süd- und Nord-Hegdal auf der Südseite. Die Kommunennummer war 1545.

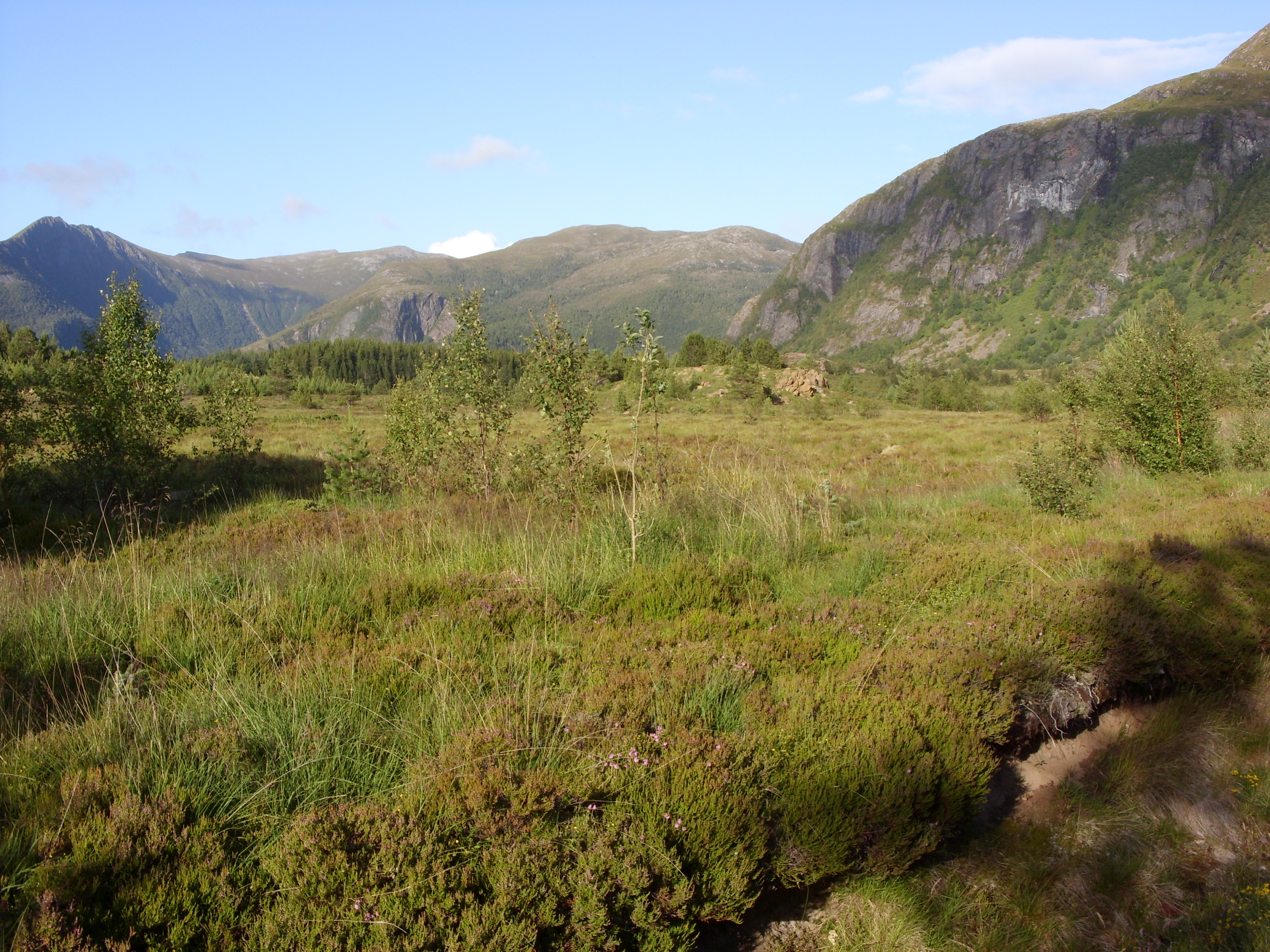
Typische Fjelllandschaft auf Øtrøy

Die Kommune mit bis 740 Metern hohen Bergen dehnte sich in Nord-Süd-Richtung 15,9 Kilometer und in Ost-West-Richtung 27,5 Kilometer aus. Zur Kommune gehörten die Inseln Dryna, Midøy, Magerøy, Otrøy, Tautra sowie zirka weitere 200 kleine Inseln. Viele Inseln sind über Brücken oder befestigte Dämme miteinander verbunden.
Benachbarte Kommunen waren Aukra, Haram, Molde, Sandøy und Vestnes.
Zu weiten Teilen besteht die Inselgruppe aus der typisch norwegischen Fjelllandschaft. Die Insel Midøya besteht eigentlich fast nur aus Bergen. Die Siedlungen sind alle auf dem durchwegs engen Küstenstreifen, in dessen Rücken sich ein Gebirgszug befindet, der die Insel dominiert. Genau genommen sind die Inseln nichts anderes als Berge des skandinavischen Gebirges, die nicht unter Wasser sind.

## Verkehrsanbindungen

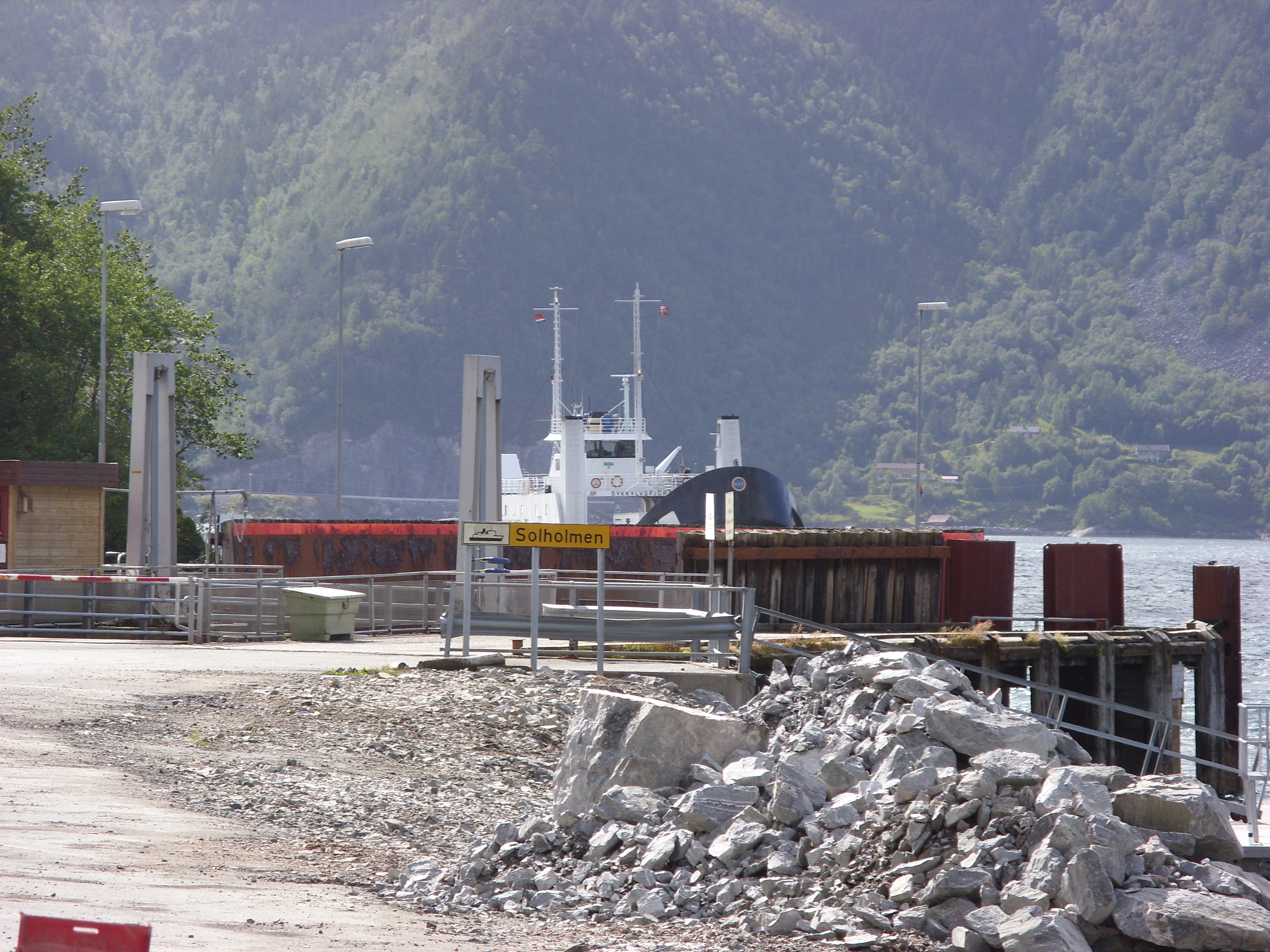
Fährkai am Festland (Mordalsvagen)

Die Inselgruppe ist über zwei mehrmals täglich fahrenden Fähren mit dem norwegischen Festland verbunden. Eine fährt an der Westspitze von Drynaholmen aus nach Brattvag, die andere von der Ostspitze bei Solholmen nach Mordalsvagen. Die Fährgesellschaft ist die Fjord1.
Außerdem sind zwei Tunnelprojekte in Planung, wobei einer Drynaholmen und Brattvag verbinden soll und der andere weite Teile Norwegens mit dem genauso geplanten riesigen Offshorepark auf Aukra verbinden soll.
Großräumlich gesehen ist die Region um die Inselgruppe über die E6 (von Oslo bis Domås) und von dort über die E136 (an Åndalsnes vorbei über Molde und dann nach Mordalsvagen) mit dem Auto erreichbar.
Weiterhin kann man mit dem Flugzeug die Insel über Ålesund und seinen Flughafen Vigra erreichen.

## Tourismus
Auf der Hauptinsel Øtrøy an der Nordseite gibt es einen Campingplatz, der besonders für Angler geeignet ist, die mehrere Tage auf der Insel angeln wollen. Die Südseite beherbergt in dem Ort Hegdal eine Hüttenvermietung mit mietbaren Booten. Es kann von Land aus geangelt werden oder man mietet ein kleines Boot. In der größten Stadt Midsund, die zentral zwischen den Inseln gelegen ist, gibt es außerdem ein Touristbüro. So sind oft von der Inselgruppe aus besuchte Ziele die Städte Molde, Ålesund, Geiranger und die Trollstigen.

## Fischreichtum im Inselgebiet
Im Wasser um die Inseln herum fängt man hauptsächlich Kabeljau, Scholle, Schellfisch, Seelachs und Seewolf.

## Infrastruktur
Die Insel verfügt über eine Grundschule und eine weiterführende Schule, die beide auf der größten Insel Øtrøy liegen. In Midsund selber findet man mehrere Supermärkte, eine Bank, eine Post, einen Blumenladen, einen Friseur, eine Tankstelle, mehrere Cafés und einen Zahnarzt. Eine Kirche mit angrenzendem Friedhof findet man im Ort Ugelvik.

## Persönlichkeiten
- Eivind Reiten (* 1953), Politiker und Generaldirektor
- Helge Orten (* 1966), Politiker
- Eldbjørg Raknes (* 1970), Jazzsängerin und Komponistin